# Comuna Homoroade, Satu Mare
Homoroade (în maghiară Középhomoród, în germană Mittelhamroth) este o comună în județul Satu Mare, Transilvania, România, formată din satele Chilia, Homorodu de Jos, Homorodu de Mijloc (reședința), Homorodu de Sus, Necopoi și Solduba.

## Acces
Drumul județean care leagă orașul Satu Mare de comuna Homoroade are o lungime de 32 km și trece prin localitățile: Amați, Rușeni, Tătărești, Necopoi, Homorodu de Jos, Homorodu de Mijloc, Homorodu de Sus ajungând până la Solduba, Satu Mare.

## Vecinătăți
Comuna se învecinează cu județul Maramureș la est, cu comuna Viile Satu Mare la vest și comuna Socond, Satu Mare.

## Economie
Activitatea economică principală în zonă este munca forestieră și agricultura caracterizată prin creșterea animalelor, culturi de cereale, pomiculturpă și viticultură.

## Arhitectură
Arhitectura populară tradițională este încă bine reprezentată de casele cu influente svăabești, de șurile mari, depozitele pentru alimente și adăposturile pentru animale și mijloace de transport.

## Demografie
Componența etnică a comunei Homoroade
     Români (88,62%)
     Romi (6,79%)
     Alte etnii (1,17%)
     Necunoscută (3,42%)
Componența confesională a comunei Homoroade
     Ortodocși (75,34%)
     Penticostali (11,69%)
     Romano-catolici (4,19%)
     Fără religie (2,3%)
     Greco-catolici (1,02%)
     Alte religii (1,99%)
     Necunoscută (3,47%)
Conform recensământului efectuat în 2021, populația comunei Homoroade se ridică la 1.959 de locuitori, în creștere față de recensământul anterior din 2011, când fuseseră înregistrați 1.791 de locuitori. Majoritatea locuitorilor sunt români (88,62%), cu o minoritate de romi (6,79%), iar pentru 3,42% nu se cunoaște apartenența etnică. Din punct de vedere confesional, majoritatea locuitorilor sunt ortodocși (75,34%), cu minorități de penticostali (11,69%), romano-catolici (4,19%), fără religie (2,3%) și greco-catolici (1,02%), iar pentru 3,47% nu se cunoaște apartenența confesională.

## Politică și administrație
Comuna Homoroade este administrată de un primar și un consiliu local compus din 11 consilieri. Primarul, Simion Ardelean[*], de la Partidul Social Democrat, este în funcție din 2008. Începând cu alegerile locale din 2024, consiliul local are următoarea componență pe partide politice:
|  | Partid                          | Consilieri | Componența Consiliului | Componența Consiliului | Componența Consiliului | Componența Consiliului | Componența Consiliului | Componența Consiliului |
|  | ------------------------------- | ---------- | ---------------------- | ---------------------- | ---------------------- | ---------------------- | ---------------------- | ---------------------- |
|  | Partidul Social Democrat        | 6          |                        |                        |                        |                        |                        |                        |
|  | Partidul Național Liberal       | 2          |                        |                        |                        |                        |                        |                        |
|  | Alianța pentru Unirea Românilor | 2          |                        |                        |                        |                        |                        |                        |
|  | Uniunea Salvați România         | 1          |                        |                        |                        |                        |                        |                        |

## Personalități
- Romulus Marchiș (1865-1925), protopop unit de Carei, senator